# Bodoland Autonomous Council
El Bodoland Autonomous Council fou un consell autonom que administrava determinades competències menors en poblacions amb més del 50% de població de l'ètnia dels bodos. Es va crear després de l'acord amb l'ABSU (All Bodo Students' Union) de 20 de febrer de 1993 i va quedar abolit el 2003. Durant els deu anys no es van arribar a determinar les viles que en feien part, va tenir manca de fons, i mai es van celebrar eleccions.
Tot i així altres ètnies van demanar consells autònoms: els Rabha-Hasong, els Mising (Mising Porin Kebang, Mising Mimag Kabang, Mising Bane Kebang), els Lalung (Lalung Autonomous Lalung District Demand Committee), i els tiwa (All Tiwa Students Union) que foren acceptats pels Rabha-Hasong, (10 de març de 1995), Mising (14 de juny de 1995) i Lalungs (13 d'abril de 1995) formant-se el Rabha Hasong Autonomous Council, el Mising Autonomous Council i el Lalung Autonomous Council, aprovats el 27 d'octubre de 1995. Més tard s'hi van afegir el Deuri Autonomous Council, Sonowal Kachari Autonomous Council i el Thengal Kachari Autonomous Council (el Deuri Accord i el Sonowal Kachari Accord foren signats el 4 de març de 2005 i el Thengal Kachari Accord el 10 d'agost de 2005). Però llavors ja feia dos anys que s'havia comprovat el fracàs del consell bodo que havia estat substituït pel Bodoland Territorial Council després de l'acord de 7 de desembre del 2003 entre l'Índia, el govern de l'estat d'Assam i el grup armat Bodoland Liberation Tiger Force (o Bodo Liberation Tiger).